# 블리치: 소울 카니발
《블리치: 소울 카니발》(Bleach: Soul Carnival)은 블리치의 게임이다. 플레이스테이션 포터블용의 게임이며, 소니 컴퓨터 엔터테인먼트에서 제작하였다. 총 2편으로 되어 있으며 1편은 2008년 10월 23일, 2편은 2009년 12월 10일 공개되었다.